# Palasport Lino Oldrini
El Palasport Lino Oldrini, conocido por motivos de publicidad como Enerxenia Arena, es un pabellón deportivo situado en la ciudad italiana de Varese. Fue construido en 1964 y desde entonces alberga los partidos de local del Pallacanestro Varese, el equipo de baloncesto de la ciudad.